# Maison Bel-Air
Pour les articles homonymes, voir Château Bel Air.
La maison Bel-Air, appelé parfois château Bel-Air, est un édifice remarquable de l'île de La Réunion, département d'outre-mer français dans le sud-ouest de l'océan Indien. Situé au 23, rue Kervéguen, au Tampon, il est inscrit à l'inventaire supplémentaire des Monuments historiques depuis le 13 septembre 1984, une inscription qui recouvre les façades et les toitures, mais aussi le jardin,. Il accueille actuellement le consulat honoraire des Seychelles à La Réunion.

## Historique
Demeure de style créole construite vers 1908 pour l'industriel Robert Le Coat de Kerveguen, et destinée à servir de résidence pour sa maîtresse, Mademoiselle Deverne, actrice à la Comédie-Française.
La maison a servi de lieu de tournage en 1968 au film de François Truffaut, La sirène du Mississipi.